# Francisco Salgado Ré
Francisco Salgado Ré  (Porto, 1981) é um arquiteto, designer e empresário da restauração português. É cofundador do estúdio de arquitetura e design AND-RÉ] , da empresa  Living], focada no desenvolvimento de construções sustentáveis e de pré-fabricação  , e do conceito gastronómico Tábua Rasa], criado em 2015 . O seu trabalho tem sido distinguido com prémios nacionais e internacionais na área da arquitetura, do design e da identidade visual.

## Carreira
Francisco Salgado Ré é um profissional criativo e multidisciplinar, atuando nas áreas da arquitetura, design, arte e gastronomia. O seu trabalho centra-se no desenvolvimento de soluções pragmáticas e contextualmente fundamentadas que abordam desafios contemporâneos e paradigmas sociais. A sua abordagem é marcada pela exploração da relação humana com o espaço, os objetos, a arte e a gastronomia.
Francisco Salgado Ré alia um forte interesse pela cultura e pelo conhecimento com uma consciência crítica do impacto das ações humanas no meio ambiente e na sociedade, refletindo-se na criação de projetos significativos e inovadores . A sua abordagem estratégica e conceptual distingue-se pelo respeito pelo contexto, pela sustentabilidade ambiental e pela valorização do impacto social da arquitetura e do design.  
Ao longo da sua carreira, tem desenvolvido projetos em diversas escalas e tipologias, incluindo habitação , museus , teatros, escolas, pontes  , hotéis , instalações industriais, escritórios entre outros  . Além da arquitetura, destaca-se também no desenvolvimento de identidades visuais  e design gráfico, expandindo a sua atuação para a criação de produtos, mobiliário, equipamento urbano , soluções de iluminação  e pintura.
No campo da gastronomia, fundou a marca Tábua Rasa , um conceito dedicado à valorização da tradição gastronómica portuguesa . Paralelamente, tem-se envolvido em práticas artísticas como plataforma experimental para explorar e expressar conceitos, ideias e estéticas.
Francisco Salgado Ré recebeu diversos prémios e distinções, reforçando a sua posição como um criador inovador e comprometido com a evolução dos campos em que atua, destacando-se os seguintes reconhecimentos: The Chicago Athenaeum Museum of Architecture and Design Award (2018)   , Prémio Concreta Under 40 (2019) , nomeações para o EU Prize for Contemporary Architecture - Mies Van der Rohe Award (2015, 2019)  , Architecture Masterprize , Archizinc Trophy (2018) , Prémio Ibérico de Mobiliário Urbano (2011, 2012) , entre outros.